# بیت اجزا
بیت إجزا (به لاتین: Beit Ijza) یک روستا در دولت فلسطین است.

## خصوصیات
بیت إجزا ۶۹۸ نفر جمعیت دارد.